# Danny Schwarz (Model)
Danny Schwarz (* 28. Januar 1986 in Croydon, London) ist ein britisches Model und ehemaliger DJ, der in New York lebt.

## Karriere
2007 unterschrieb er bei Premier Management in London.
Im Januar 2008 gab er sein Debüt bei der Frühjahrmodenschau für Calvin Klein in Mailand.
2008 unterzeichnete er bei VNY Model Management in New York.
Das Forbes Magazine listete ihn 2009 auf Platz vier der zehn erfolgreichsten Männermodels.
Er modelte unter anderem für Pepe Jeans, Missoni, Dolce & Gabbana und Calvin Klein.